# Санта-Пуденциана (титулярная церковь)
Титулярная церковь Санта-Пуденциана (лат. Titulus Sanctae Pudentianae) —  титулярная церковь, была создана Папой Александром I около 112 года, чтобы заменить титулярную церковь Сан-Пуденте, которая располагалась на месте, где около 42 года жил Святой Пётр. В 160 году Папа Пий I присоединил к церкви молельню и передал её своему другу Пастору, отсюда и другое название — Сан-Пасторе, под которым она известна. 
В IV веке церковь была перестроена Папой Сирицием. Титул Пудентиана впервые появился в надписи 384 года, а позднее вновь появился на римском синоде 595 года под именем Пудентис. В биографиях Папы Адриана I и Папы Льва III, содержащихся в Liber Pontificalis, титул указан как Prudentiis et Pudentianae. Согласно каталогу Пьетро Маллио, составленному в период понтификата Папы Александра III, эта титулярная церковь, известная как Sanctae Potentianae, была связана с базиликой Санта-Мария-Маджоре, а её священники по очереди служили в ней мессу. Список, датируемый 1492 годом, называет титулярную церковь так же, но, начиная с XVI века, этот титул всегда было известен под названием Санта-Пуденциана. Титул принадлежит базилики Санта-Пуденциана, расположенной в районе Рима Монти, на виа Урбана.

## Список кардиналов-священников титулярной церкви Санта-Пуденциана
- Сириций — (до 384 — 11 декабря 384, избран Папой Сирицием);
- Астерий — (494 — ?);
- Бассо — (590 — ?);
- Сергий — (745 — ?);
- Роман — (805 — до 853);
- Роман — (853 — ?);
- Бенедетто — (1077 — до 1099);
- Оттон — (1099 — до 1105);
- Иоанн — (1105 — около 1113);
- Конрад — (1113 — около 1130);
  - Джованни Дауферио — (1130 — около 1135), псевдокардинал антипапы Анаклета II;
- Гриффон — (1135 — 22 апреля 1139, в отставке);
- Пресвитеро — (1139 — 1140, до смерти);
- Пьетро — (1140 — 1144, до смерти);
- Гвидо Чибо — (1144 — декабрь? 1159, до смерти);
- Джерардо — (февраль 1159 — около 1164, до смерти);
- Бозо Брейкспир, O.S.B. — (1165 — 1181, до смерти);
- Паоло Сколари — (1180 — декабрь 1180, назначен кардиналом-епископом Палестрины);
- Роберт — (1180 — до 1188)
- Джордано граф ди Чеккано, O.Cist. — (12 марта 1188 — 23 марта 1206, до смерти);
- Пьетро Сассо (или Сасси, или Саксонис) — (1205 — 1219, до смерти);
- Варфоломей — (18 сентября 1227 — 15 марта 1231, до смерти);
  - вакансия (1231 — 1278);
- Джироламо Маши, O.F.M. — (12 марта 1278 — 12 апреля 1281, назначен кардиналом-епископом Палестрины);
- Робер де Понтиньи, O.Cist. — (18 сентября 1294 — 9 октября 1305, до смерти);
- Гийом Арруфат де Форж — (1306 — 24 февраля 1311, до смерти);
- Раймон, O.S.B. — (23 декабря 1312 — 19 июля 1317, до смерти);
- Пьер де Прес — (1320 — 25 мая 1323, назначен кардиналом-епископом Палестрины);
  - вакансия (1323 — 1378);
- Ренуль де Монтерук (или де Горца, или де ла Горс) — (18 сентября 1378 — 15 августа 1382, до смерти);
- Марино дель Джудиче — (около 1383 — 11 января 1386, до смерти);
  - Бертран де Шанак — (9 марта 1386 — 21 мая 1401, до смерти — псевдокардинал антипапы Климента VII);
- Бартоломео Улиари, O.F.M. — (18 декабря 1389 — 16 апреля 1396, до смерти);
- Анджело д’Анна де Соммарива, O.S.B.Cam. — (май 1396 — 23 сентября 1412, назначен кардиналом-епископом Палестрины);
  - вакансия (1412 — 1459);
  - Отон де Монкада и де Луна — (2 октября 1440 — 13 апреля 1445, в отставке — псевдокардинал антипапы Феликса V);
- Гийом де Эстутвиль — (1 января 1459 — 22 января 1483) [1];
  - вакансия (1483 — 1495);
- Гийом Брисонне — (19 января 1495 — 17 сентября 1507, назначен кардиналом-епископом Альбано);
- Пьетро Исвальес (или Исуалес, или Изуали, или Изуалес, или Суальо) — (18 августа 1507 — 22 сентября 1511, до смерти);
- Маттеус Шиннер — (22 сентября 1511 — 30 сентября 1522, до смерти);
- Джанвинченцо Карафа — (27 апреля 1528 — 23 июля 1537, назначен кардиналом-священником Санта-Приска);
- Родольфо Пио ди Карпи — (23 июля — 28 ноября 1537, назначен кардиналом-священником Санта-Приска);
- Асканио Паризани — (28 января 1540 — 3 апреля 1549, до смерти);
- Джованни Анджело Медичи — (10 мая 1549 — 1 сентября 1550, назначен кардиналом-священником Сант-Анастазия);
- Джованни Анджело Медичи — (23 марта 1552 — 11 декабря 1553, назначен кардиналом-священником Санто-Стефано-аль-Монте-Челио);
- Шипьоне Ребиба — (24 января 1556 — 7 февраля 1565, назначен кардиналом-священником Сант-Анастазия);
- Франсиско Пачеко де Толедо — титулярная диакония pro illa vice (7 февраля — 17 ноября 1565, назначен кардиналом-священником Санта-Кроче-ин-Джерусалемме);
- Джанфранческо Гамбара — (17 ноября 1565 — 3 июля 1570, назначен кардиналом-священником Санта-Приска);
- Паоло Бурали д’Ареццо, Theat. — (20 ноября 1570 — 17 июня 1578, до смерти);
- Клод де Лабом — (24 августа 1580 — 14 июня 1584, до смерти);
- Энрико Каэтани — (15 января 1586 — 13 декабря 1599, до смерти);
- Асканио Колонна — (15 декабря 1599 — 30 января 1606, назначен кардиналом-священником Санта-Кроче-ин-Джерусалемме);
- Инноченцо дель Буфало-Канчелльери — (30 января 1606 — 19 ноября 1607, назначен кардиналом-священником Санти-Нерео-эд-Акиллео);
- Бонифацио Каэтани — (19 ноября 1607 — 24 июня 1617, до смерти);
- Роберто Убальдини — (3 июля 1617 — 17 мая 1621, назначен кардиналом-священником Сант-Алессио);
- Антонио Каэтани — (17 мая 1621 — 17 марта 1624, до смерти);
- Луиджи Каэтани — (19 января 1626 — 15 апреля 1642, до смерти);
- Альдерано Чибо — (24 апреля 1645 — 30 января 1668, назначен кардиналом-священником Санта-Прасседе);
- Ринальдо д’Эсте — (12 марта 1668 — 18 марта 1671, назначен кардиналом-священником Сан-Лоренцо-ин-Лучина);
- Гаспаре Карпенья — (18 марта 1671 — 14 ноября 1672, назначен кардиналом-священником Сан-Сильвестро-ин-Капите);
- Джироламо Гастальди — (17 июля 1673 — 13 сентября 1677, назначен кардиналом-священником Сант-Анастазия);
  - вакансия (1677 — 1696);
- Федерико Качча — (13 августа 1696 — 14 января 1699, до смерти);
- Джованни Мария Габриэлли, O.Cist. — (3 февраля 1700 — 17 сентября 1711, до смерти);
  - вакансия (1711 — 1716);
- Фердинандо Нуцци — (5 февраля 1716 — 1 декабря 1717, до смерти);
  - вакансия (1717 — 1721);
- Карлос Борха Сентельяс-и-Понсе де Леон — (21 июня 1721 — 8 августа 1733, до смерти);
- Джузеппе Спинелли — (14 марта 1735 — 25 сентября 1752, назначен кардиналом-священником Санта-Мария-ин-Трастевере);
- Антонио Серсале — (20 мая 1754 — 24 июня 1775, до смерти);
- Андреа Джоаннетти, O.S.B.Cam. — (30 марта 1778 — 8 апреля 1800, до смерти);
- Лоренцо Литта — (23 декабря 1801 — 26 сентября 1814, назначен кардиналом-епископом Сабины);
  - вакансия (1814 — 1818);
- Фабрицио Шеберрас Тестаферрата — (25 мая 1818 — 3 августа 1843, до смерти);
- Томмазо Паскуале Джицци — (25 января 1844 — 3 июня 1849, до смерти);
- Николас Уайзмэн — (3 октября 1850 — 15 февраля 1865, до смерти);
- Люсьен-Луи-Жозеф-Наполеон Бонапарт — (16 марта 1868 — 19 сентября 1879, назначен кардиналом-священником Сан-Лоренцо-ин-Лучина);
- Доменико Сангуиньи — (27 февраля 1880 — 20 ноября 1882, до смерти);
- Влодзимеж Чацкий — (15 марта 1883 — 8 марта 1888, до смерти);
- Джузеппе Бенедетто Дузмет, O.S.B. Cas. — (14 февраля 1889 — 4 апреля 1894, до смерти);
- Виктор Леко — (21 мая 1894 — 19 декабря 1908, до смерти);
- Фрэнсис Борн — (30 ноября 1911 — 1 января 1935, до смерти);
- Луиджи Мальоне — (18 июня 1936 — 22 августа 1944, до смерти);
- Жюль Сальеж — (17 мая 1946 — 5 ноября 1956, до смерти);
- Альберто ди Жорио — титулярная диакония pro illa vice (18 декабря 1958 — 26 июня 1967), титулярная церковь (26 июня 1967 — 5 сентября 1979, до смерти);
  - вакансия (1979 — 1983);
- Йоахим Майснер — (2 февраля 1983 — 5 июля 2017, до смерти);
- Томас Акино Манъё Маэда — (28 июня 2018 — по настоящее время).